# Bolmen
Bolmen er en svensk sø i Kronobergs län i det sydvestlige Småland på 184 km² – Sveriges tiendestørste. Dens største dybde er 37 m.
Søen har mange øer, hvoraf den største er Bolmsö. Bolmen afvandes gennem Bolmån i Lagan.
Bolmen er ferskvandskilde til sydsvenske kommuner som Lund, og vandet ledes gennem den store Bolmentunneln til Skåne.
I Bolmen lever 24 fiskearter fx sandart, gedde, aborre, ål, ferskvandskvabbe og brasen.
Ved søens sydlige del lå tidligere borgen Piksborg fra 1300-tallet.